# Amerikanska Jungfruöarna i olympiska sommarspelen 1984
Amerikanska Jungfruöarna deltog i de olympiska sommarspelen 1984 med en trupp bestående av 29 deltagare, men ingen av landets deltagare erövrade någon medalj.

## Friidrott
Herrarnas 400 meter
- Dean Greenaway
  - Heat — 47,33 (→ gick inte vidare)

Herrarnas maraton
- Marlon Williams — 2:46:50 (→ 75:e plats)

Herrarnas stavhopp
- John Morrisette
  - Kval — 5,20m (→ gick inte vidare)

## Fäktning
Herrarnas florett
- Julito Francis
- James Kreglo

Herrarnas värja
- James Kerr

Herrarnas sabel
- James Kreglo

Damernas florett
- Alayna Snell

## Segling
Herrar
| Seglare          | Gren       | Lopp | Lopp | Lopp | Lopp | Lopp | Lopp | Lopp | Nettopoäng | Slutlig placering |
| Seglare          | Gren       | 1    | 2    | 3    | 4    | 5    | 6    | 7    | Nettopoäng | Slutlig placering |
| ---------------- | ---------- | ---- | ---- | ---- | ---- | ---- | ---- | ---- | ---------- | ----------------- |
| Kenneth C. Klein | Windglider | 14   | 8    | 3    | 8    | 16   | 12   | 16   | 93,7       | 13                |

Öppna klasser
| Seglare                                 | Gren      | Lopp | Lopp | Lopp | Lopp | Lopp | Lopp | Lopp | Nettopoäng | Slutlig placering |
| Seglare                                 | Gren      | 1    | 2    | 3    | 4    | 5    | 6    | 7    | Nettopoäng | Slutlig placering |
| --------------------------------------- | --------- | ---- | ---- | ---- | ---- | ---- | ---- | ---- | ---------- | ----------------- |
| Peter Holmberg                          | Finnjolle | 11   | 19   | 3    | 15   | 8    | 7    | 10   | 86.7       | 11                |
| Erik Zucker Trace Tervo                 | 470       | 24   | 26   | 27   | 25   | 18   | 23   | 22   | 174,0      | 26                |
| John F. Foster John Foster              | Starbåt   | 14   | 17   | RET  | 15   | 16   | 15   | 17   | 130,0      | 18                |
| Jean Braure Kirk Grybowski Marlon Singh | Soling    | 19   | 22   | 22   | 22   | 22   | 19   | 20   | 160,0      | 22                |